# Cerámica Koishiwara

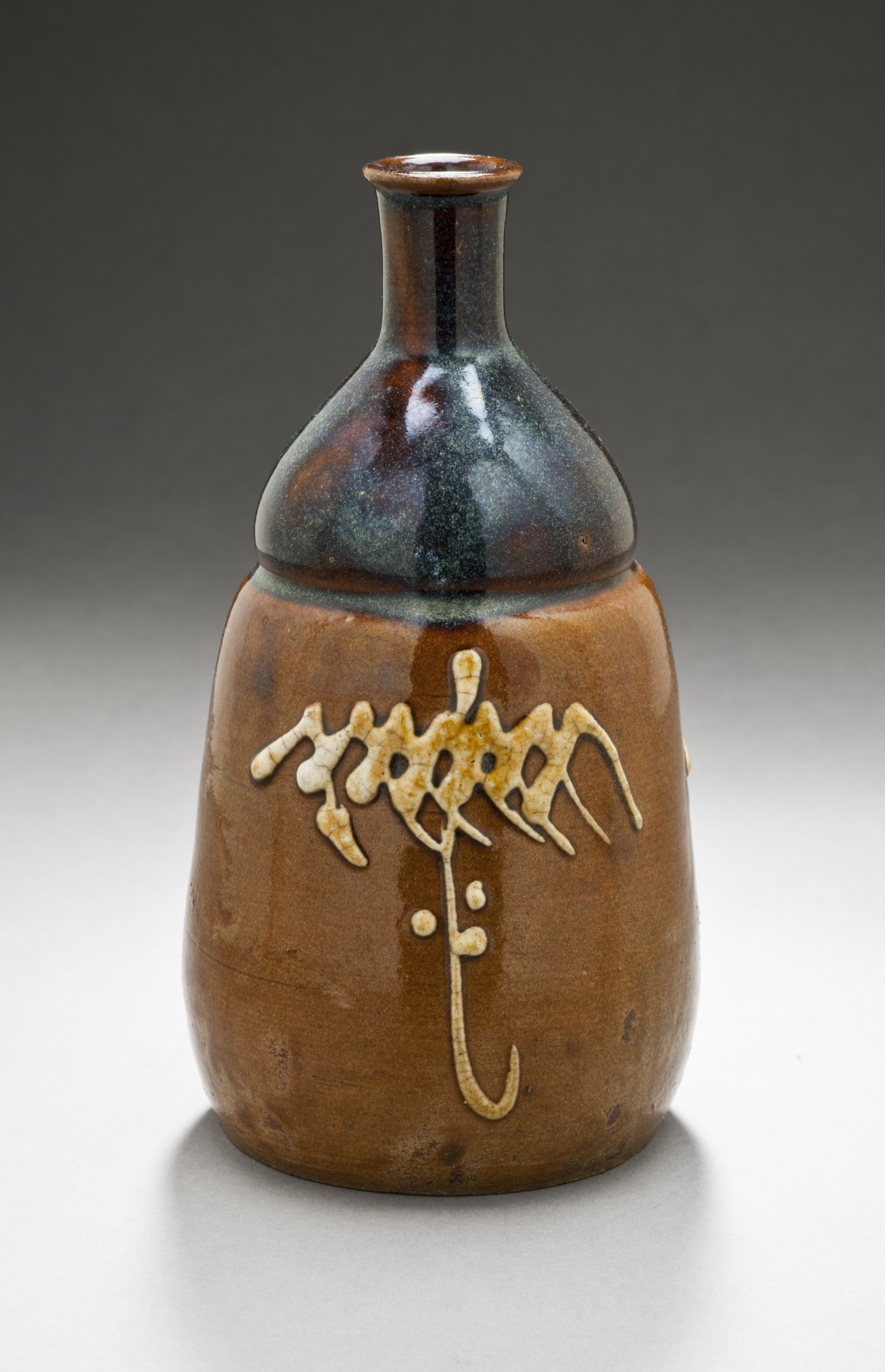
Botella de sake koishiwara (tokkuri) del Periodo Edo. Gres con vidriado marrón y engobe blanco, de la colección del Museo de Arte del Condado de Los Ángeles.

La cerámica Koishiwara (小石原焼 Koishiwara-yaki?), antiguamente conocida como cerámica de Nakano, es un tipo de cerámica japonesa procedente principalmente de Koishiwara, en la prefectura de Fukuoka, al oeste de Japón. La cerámica de Koishiwara se compone de recipientes utilitarios como cuencos, platos y tazas de té. La decoración suele ser con engobe.

## Historia
Esta cerámica se realizó por primera vez en Koishiwara en 1682 como resultado del traslado del taller Takatori, fundado en Corea, a la cercana Tsuzumi-ko (Yokohama). En Koishiwara se construyó un horno para cocer porcelana y hasta el siglo XVIII se fabricaron allí artículos de porcelana para la exportación con materias primas locales. El estilo Koishiwara evolucionó a mediados del siglo XVIII. Se abandonó la producción de porcelana y los alfareros empezaron a utilizar gres de tonalidad más oscura para su producción.

## Evolución durante elsigloXX
A partir de mediados del siglo XX, los avances tecnológicos, como las moledoras de arcilla, los soportes para hornos y los hornos eléctricos, permitieron a los artesanos de Koishiwara trabajar de forma más eficiente y rentable que otros alfareros de los alrededores. Como resultado, los ceramistas de Koishiwara pudieron comprar terrenos cerca de sus talleres y convertirlos en complejos turísticos y centros comerciales. La cerámica moderna de Koishiwara representa el éxito del Mingei o movimiento de artesanía popular de Japón. 

## Estilo contemporáneo Koishiwara
Las características estéticas de la cerámica Koishiwara radican en el modo en que se decoran las piezas, incluyen diferentes tipos de decoración con engobe en los que se aplica el engobe de color claro a una vasija en dureza de cuero antes de utilizar una herramienta para crear un dibujo que descubra la arcilla oscura que hay debajo. El característico estilo de doble vidriado de la cerámica Koishiwara utiliza una capa transparente y esmaltes de color verde cobre y hierro que se vierten o arrastran en direnfentes puntos sobre la base transparente. Una vez aplicada la decoración se hornea en una única cocción (monococción).
La región es un gran centro de producción de cerámica funcional, que atrae a turistas y vende anualmente gran cantidad de piezas.